# Fourneaux (Savoie)
Fourneaux is een gemeente in het Franse departement Savoie (regio Auvergne-Rhône-Alpes) en telt 883 inwoners (1999). De plaats maakt deel uit van het arrondissement Saint-Jean-de-Maurienne.

## Geografie
De oppervlakte van Fourneaux bedraagt 5,0 km², de bevolkingsdichtheid is 176,6 inwoners per km².
De onderstaande kaart toont de ligging van Fourneaux (Savoie) met de belangrijkste infrastructuur en aangrenzende gemeenten.

## Demografie
Onderstaande figuur toont het verloop van het inwonertal (bron: INSEE-tellingen).

## Geboren
- Claudio Angelo Giuseppe Calabrese (1867-1932), bisschop van Aosta

## Galerij

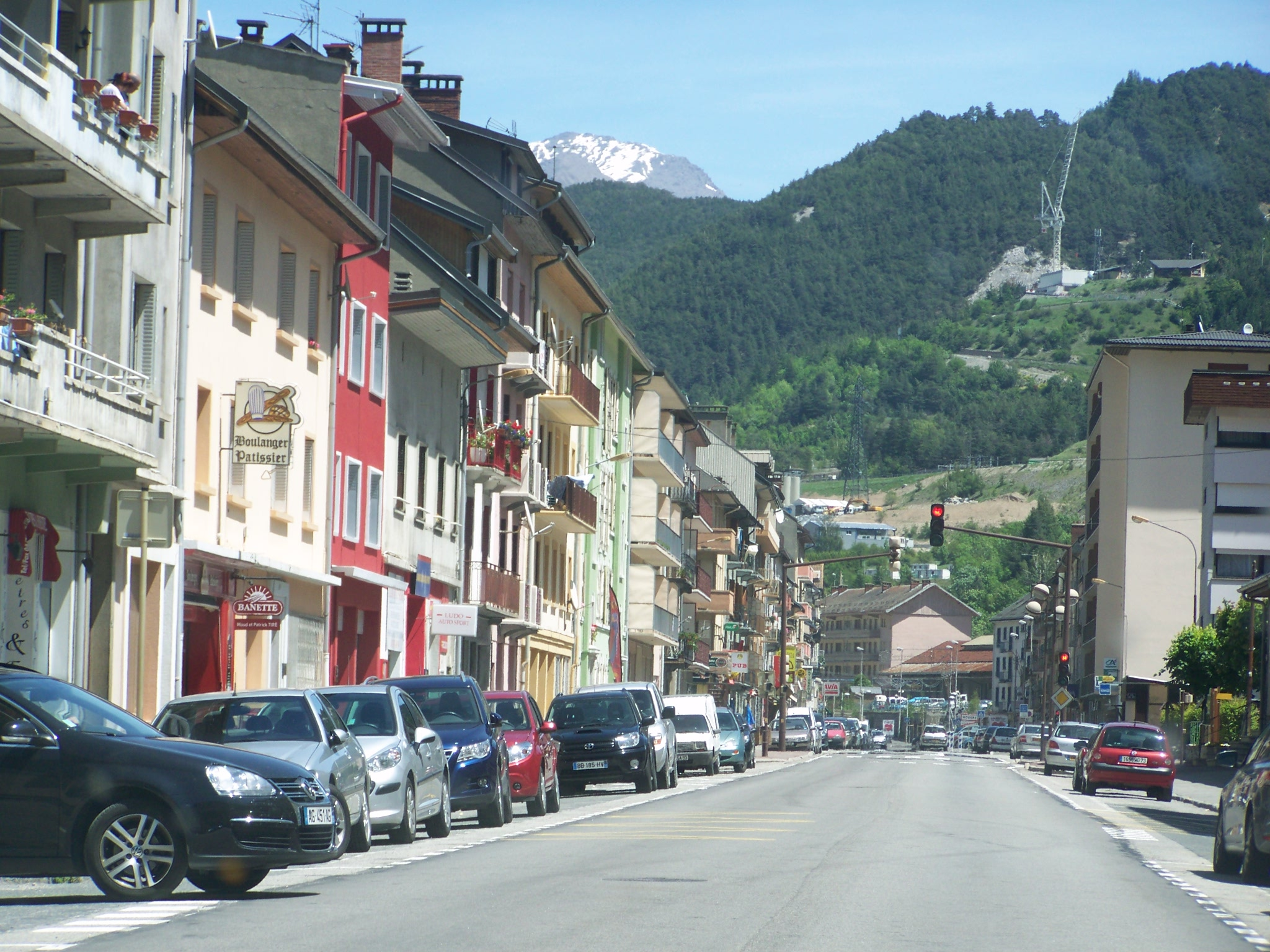
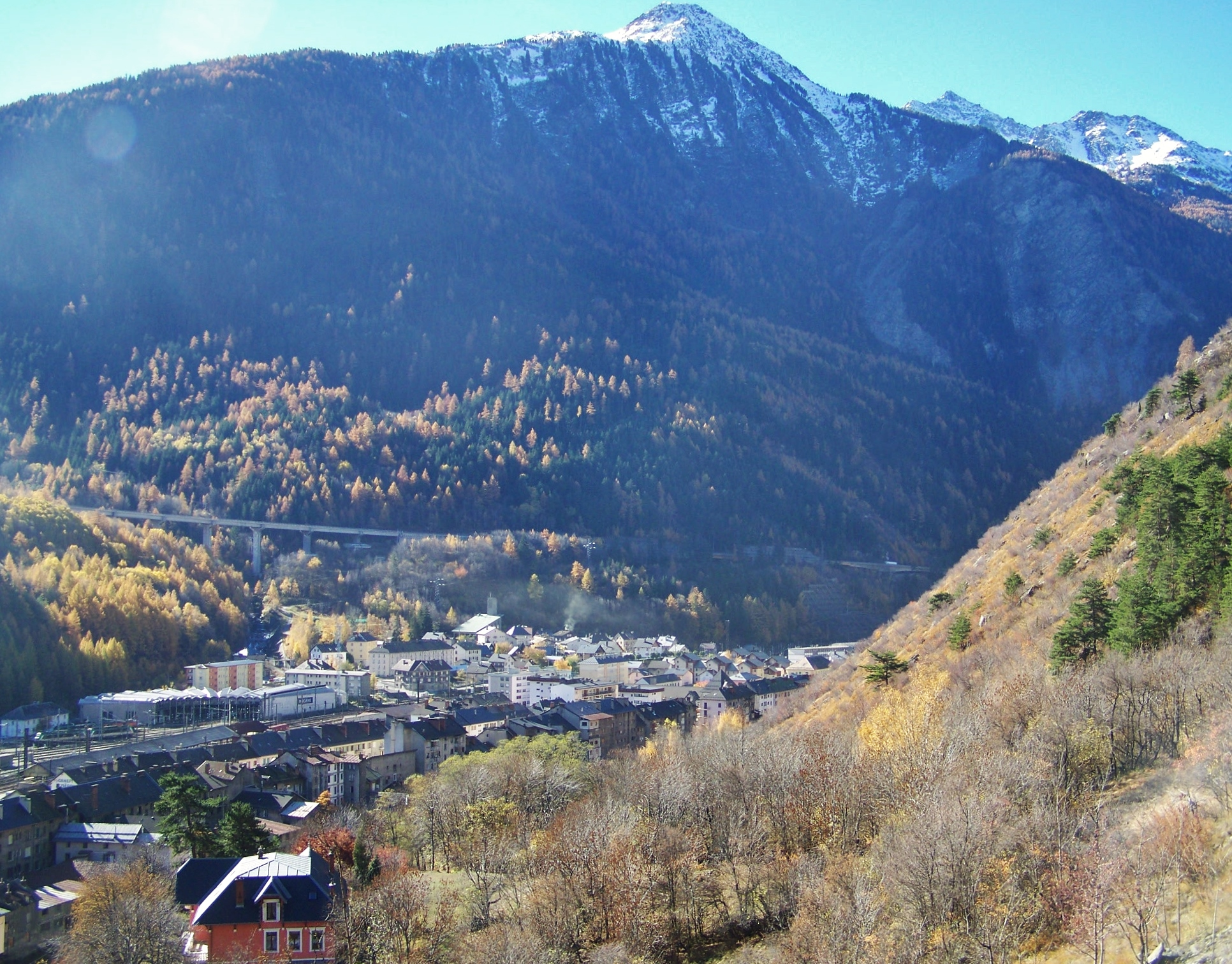
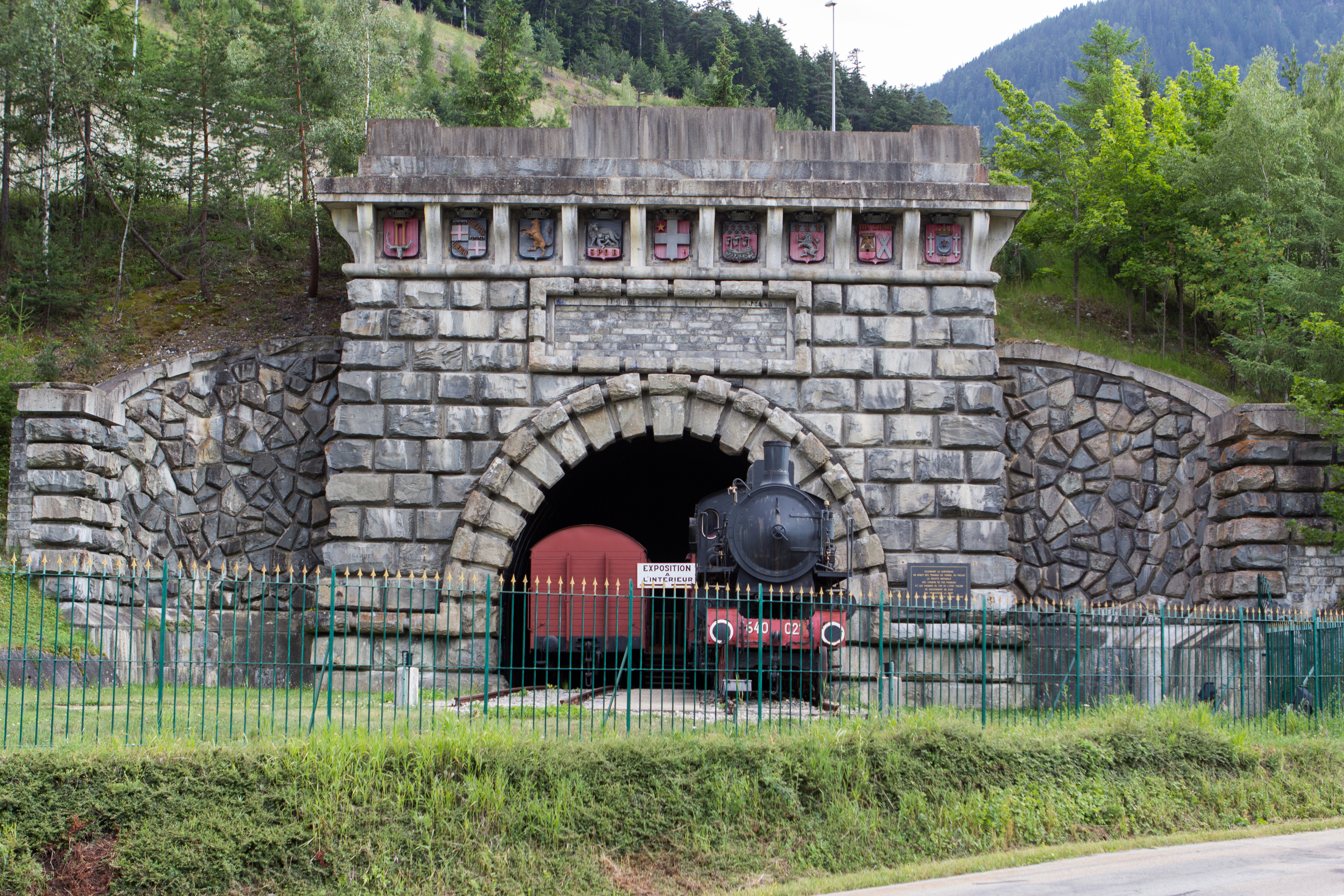